# Azalanstat
Azalanstat (INN, có tên mã RS-21607) là một loại thuốc chống béo phì hoạt động như một chất ức chế lanosterol 14α-demethylase.